# Matteo Marchisano
Matteo Marchisano (Massa di Somma, Nápoles, 6 de octubre de 2004) es un futbolista italiano. Juega como lateral derecho y su equipo actual es la U. S. Avellino 1912 de la Serie B de Italia.

## Trayectoria

### Inicios
Marchisano se formó en el club ASD Micri (2008–2014) antes de incorporarse a las divisiones juveniles del Napoli. Con el equipo Primavera del Napoli acumuló 54 apariciones oficiales, anotando 2 goles entre 2021 y 2023. También jugó un partido de la Liga Juvenil de la UEFA 2022-23 contra el Liverpool sub-19, el 1 de noviembre de 2022.

### Cesiones en Serie C
En julio de 2023 fue cedido al Pro Sesto de la Serie C, donde jugó 3 partidos de liga y uno de copa.
En enero de 2024 se trasladó, también en calidad de cedido, al Potenza, sumando una aparición en el primer equipo.
El 30 de julio de 2024, fue cedido por una temporada a la Cavese. Durante la campaña 2024-25 disputó 16 encuentros oficiales, del que uno de copa.

### Traspaso al Avellino
El 23 de julio de 2025 se concretó el traspaso definitivo de Marchisano al Avellino, recién ascendido a la Serie B, firmando un contrato por dos temporadas con opción a una tercera.

## Estadísticas

### Clubes
Actualizado al último partido disputado el 19 de abril de 2025.
| Club                    | Div.          | Temporada     | Liga  | Liga  | Copa  | Copa  | Internacional | Internacional | Total | Total |
| Club                    | Div.          | Temporada     | Part. | Goles | Part. | Goles | Part.         | Goles         | Part. | Goles |
| ----------------------- | ------------- | ------------- | ----- | ----- | ----- | ----- | ------------- | ------------- | ----- | ----- |
| Pro Sesto · Italia      | 3.ª           | 2023‑24       | 3     | 0     | 1     | 0     | 0             | 0             | 4     | 0     |
| Potenza Calcio · Italia | 3.ª           | 2023‑24       | 1     | 0     | 0     | 0     | 0             | 0             | 1     | 0     |
| Cavese 1919 · Italia    | 3.ª           | 2024‑25       | 15    | 0     | 1     | 0     | 0             | 0             | 16    | 0     |
| U. S. Avellino · Italia | 2.ª           | 2025‑26       | 0     | 0     | 0     | 0     | 0             | 0             | 0     | 0     |
| Total carrera           | Total carrera | Total carrera | 19    | 0     | 2     | 0     | 0             | 0             | 21    | 0     |